# Michael Römling
Michael Römling (* 1973 in Soest) ist ein deutscher Autor stadtgeschichtlicher Werke und historischer Romane.

## Leben
Römling studierte Geschichte in Göttingen, Besançon und Rom. Nach einem Stipendium am dortigen Deutschen Historischen Institut promovierte er mit einer Arbeit über spanische Soldaten in Italien im 16. Jahrhundert. Er schrieb zahlreiche stadtgeschichtliche Werke und historische Romane für junge Leser. Der italienischen Renaissance fühlt er sich seit seiner Dissertation und einem achtjährigen Aufenthalt in Rom verbunden. Er lebt heute in Göttingen.

## Veröffentlichungen (Auswahl)
Bücher zur Stadtgeschichte:
- Soest – Geschichte einer Stadt. Tertulla-Verlag, Soest 2006, ISBN 3-9810710-0-X
- Münster – Geschichte einer Stadt. Tertulla-Verlag, Soest 2006, ISBN 3-9810710-1-8
- Göttingen – Geschichte einer Stadt. Tertulla-Verlag, Soest 2012, ISBN 978-3-9815602-0-6
- Bremen – Geschichte einer Stadt. Tertulla-Verlag, Soest 2008, ISBN 978-3-9810710-5-4
- Aachen – Geschichte einer Stadt. Tertulla-Verlag, Soest 2014, ISBN 978-39815602-3-7

Romane:
- Schattenspieler. Coppenrath, Münster 2012, ISBN  978-3-81575307-1
- Mercuria. Rowohlt, Hamburg 2020, ISBN 978-3-499-00161-1
- Pandolfo. Rowohlt, Hamburg 2020, ISBN 978-3-499-27619-4
- Tankred – Weihrauch und Schwert. Rowohlt, Hamburg 2022, ISBN 978-3-499-00801-6
- Tankred – Hammer und Kreuz. Rowohlt, Hamburg 2023, ISBN 978-3-499-00800-9
- Tankred – Krone und Kelch. Rowohlt, Hamburg 2023, ISBN 978-3-499-01082-8
- Tankred – Adler und Dolch. Rowohlt, Hamburg 2024, ISBN 978-3-499-01565-6
- Tankred – Banner und Sturm. Rowohlt, Hamburg 2025, ISBN 978-3-499-01566-3
- Die Stadt der Auserwählten. Rowohlt, Hamburg 2025, ISBN 978-3-499-01578-6